# Scaphyglottis tenella
Scaphyglottis tenella  é uma espécie de orquídea epífita, cujos novos pseudobulbos geralmente brotam tanto da base como do topo dos pseudobulbos mais antigos. É originária da Guatemala ao Panamá.